# Pseudoplumaria sabinae
Pseudoplumaria sabinae is een hydroïdpoliep uit de familie Plumulariidae. De poliep komt uit het geslacht Pseudoplumaria. Pseudoplumaria sabinae werd in 1992 voor het eerst wetenschappelijk beschreven door Ramil & Vervoort. 